# 시다이이가쿠부역
시다이이가쿠부역(일본어: 市大医学部駅)은 일본 가나가와현 요코하마시 가나자와구에 있는 요코하마 신도시 교통 가나자와 시사이드 라인의 역이다. 역 번호는 9이다. 역명판 등에서는 "시립 대학 의학부(부속 병원)"라고 안내된다. 2010년 4월부터 3년간 "닛파쓰마에"의 부역명이 부기되었다.

## 역 구조
섬식 승강장 1면 2선의 고가역에서 스크린도어가 있다. 승강장의 하부에 역사에서는 출입구가 복수로 늘고 있어 그 중 하나는 역 옆에 있는 요코하마 시립 대학 부속 병원과 직접 연결되어 있다. 개찰구 내에는 음료 자동 판매기가 설치되어 있고, 최근에 작은 약국이 설치되어 조제의 다른 음료나 위생 용품 등도 취급하고 있다(시간대에 따라 폐점하는 경우도 있음).

### 승강장
| 번호 | 노선          | 방향 | 행선                            |
| ---- | ------------- | ---- | ------------------------------- |
| 1    | 시사이드 라인 | 하행 | 핫케이지마・가나자와핫케이 방면 |
| 2    | 시사이드 라인 | 상행 | 나미키추오・신스기타 방면       |

- 평일 10시 ~ 17시 사이에는 역무원이 배치되어 있지만 휴일은 무인 운영이 된다. 자동 매표기와 자동 개찰기의 설치역으로 엘리베이터도 설치되어 있다.

## 역 주변
- 요코하마 시립 대학 부속 병원
  - 역 연결 통로와 연결된 2층 현관 앞에 커피숍, 우동 가게, 꽃집, 화장실이 있다.
- 공립 대학 법인 요코하마 시립 대학 의학부 의학과・간호학과 (후쿠우라 캠퍼스)
- 일본 용수철(닛파쓰) 본사
- 수산청 중앙 수산 연구소
- 협동 조합 요코하마 시 건설 센터
- 바이오 파크
- 토요 전기 제조 요코하마 공장
- 닛산 자동차 해외 연수 센터
- 미나미요코하마 자동차 학교
- 스기타 골프장
- 요코하마 헬리포트
- 훼미리마트 우시오후쿠우라점

## 역사
- 1989년 7월 5일: 영업 개시.
- 2005년 3월 26일: 자동 매표기 갱신, 사용 개시.
- 2010년 4월 1일: 스프링 제품 제조 회사인 일본 용수철이 명명권을 취득 명명권을 취득하여 3년간 "닛파쓰마에"의 부역명이 부기됨.

## 인접역
| 요코하마 신도시 교통 가나자와 시사이드 라인 | 요코하마 신도시 교통 가나자와 시사이드 라인 | 요코하마 신도시 교통 가나자와 시사이드 라인 |
| ------------------------------------------- | ------------------------------------------- | ------------------------------------------- |
| 8 후쿠우라 신스기타 방면                    |                                             | 핫케이지마 10 가나자와핫케이 방면           |